# Hypanthidioides nigritula
Hypanthidioides nigritula is een vliesvleugelig insect uit de familie Megachilidae. De wetenschappelijke naam van de soort is voor het eerst geldig gepubliceerd in 1997 door Urban.